# Assedio di Nisibis (252)
L'assedio di Nisibis del 252 costituì una delle fasi preliminari della nuova campagna militare di Sapore I contro le armate romane del cosiddetto limes orientale.

## Contesto storico
In un periodo compreso tra l'impero di Filippo l'Arabo e di Treboniano Gallo (251-253) i Sasanidi tornarono ad impossessarsi dell'Armenia, uccidendone il sovrano regnante ed espellendone il figlio (252). Verso la fine di quest'anno o di quello successivo, Sapore I riprese una violenta offensiva contro le province orientali dell'impero romano. Le truppe persiane occuparono numerose città della provincia di Mesopotamia (compresa la stessa Nisibis).

## Assedio
L'occupazione della città di Nisibis da parte delle armate sasanidi si Sapore I, ci viene raccontata sia dallo storico bizantino Zosimo, sia da uno arabo, un certo Ṭabarī, del IX-X secolo:
(Ṭabarī, Storia dei profeti e dei re, Edizione tedesca di Theodor Nöldeke del 1879, pp.31-32.)

## Conseguenze
L'occupazione della città portò inevitabilmente alla distruzione del contingente romano presente in città. Ora è possibile si trattasse di una semplice vexillatio della legio III Parthica o della I Parthica (altra legione orientale della Mesopotamia romana). In seguito le truppe sasanidi si spinsero in Cappadocia, Licaonia e Siria dove batterono l'esercito romano accorrente a Barbalissos e si impossessarono della stessa Antiochia, dove razziarono un ingente bottino e trascinarono con sé numerosi prigionieri (253).
Questa invasione avveniva contemporaneamente ad un'altra grande incursione proveniente al di là del Danubio e del Ponto Eusino da parte dei Goti (a tal proposito si veda Invasioni barbariche del III secolo).
(Zosimo, Storia nuova, I.27.2)
Alla fine di questa nuova incursione sasanide, l'imperatore Valeriano fu costretto ad intervenire, riuscendo a riconquistare la capitale della Siria, Antiochia quello stesso anno (253) o l'anno successivo (254), facendone il suo "quartier generale". La città di Nisibis sembra sia tornata romana in seguito alle campagne sasanidi di Odenato (attorno al 262), dopo la cattura di Valeriano da parte di Sapore I.